# Lanosterol
Lanosterol is een in de natuur voorkomende chemische stof. Chemisch gezien behoort lanosterol tot de Steroïden. Het is bij eukaryoten een tussenprodukt in de biosynthese van cholesterol. De naam is afgeleid van het latijnse lana (wol), omdat de stof in wolvet voorkomt en daaruit kan worden gewonnen.
De moleculaire structuur werd in 1950 door het Zwitserse team rond W. Voser onderzocht en beschreven.

## Biosynthese
De biosynthese van lanosterol is opmerkelijk door de meervoudige ringstructuur die ontstaat uit (S)-squaleen-2,3-epoxide onder invloed van het enzym lanosterolsynthase

## Functies
Volgens een onderzoek in 2015 kan lanosterol een rol spelen bij de bestrijding van grijze staar.